# Jay-Jay Okocha
Jay-Jay Okocha (Enugu, 14. kolovoza 1973.) je nigerijski nogometaš, jedan od najvećih u povijesti Nigerije. Poznat kao virtuozan dribler, nastupao je, između ostalih, za Paris Saint-Germain, njemački Eintracht, turski Fenerbahçe i engleski Bolton.
Okocha je autor jednog od najspektakularnijih zgoditaka u povijesti, kojeg je postigao u dresu Eintrachta na početcima svoje karijere u Bundesligi.
Igrao je za Nigeriju na tri Svjetska prvenstva, 1994., 1998 i 2002. godine. Nosio je broj 10.